# تحلیل سازه‌ها

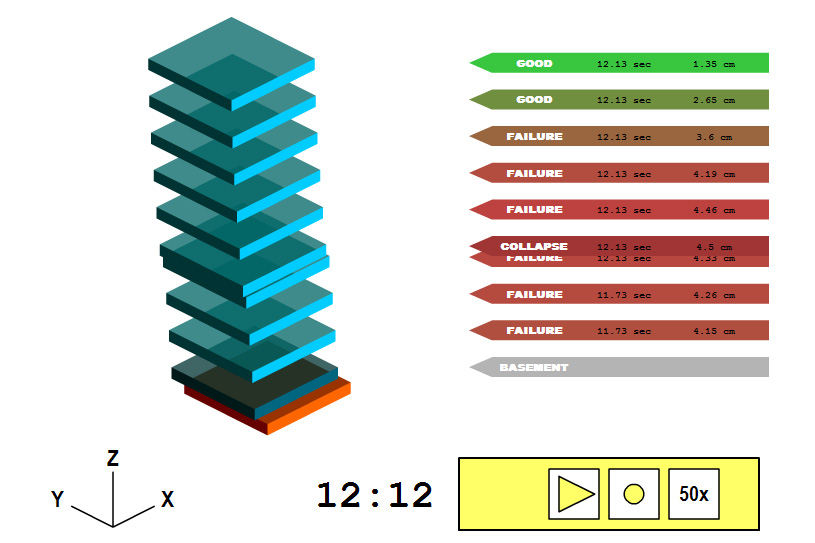
نمونه‌ایی از تحلیل سازه در اثر نیروی‌ زلزله

تحلیل سازه‌ها یا واکاوی سازه‌ها (Structural analysis) یا تئوری سازه‌ها (Theory of structures) یکی از زیر رشته‌ها و زمینه‌های عمده و مدرن در مهندسی عمران، و مهندسی هوافضا می‌باشد که با استفاده از قوانین ریاضی و فیزیک به واکاوی و پیش‌بینی رفتار سازه‌ها می‌پردازد.
روشی برای محاسبه میزان تغییر شکل، نیروهای داخلی و عکس العمل‌های تکیه‌گاهی یک سازه است. اطلاعات مورد نیاز برای این محاسبات مشخصات مقاطع سازه و بارهای وارد بر سازه هستند. پس از واکاوی سازه‌ها و تعیین نیروهای داخلی (برشی، محوری، لنگر خمشی و لنگر پیچشی) سازه را برحسب آن‌ها طراحی می‌کنند. منظور از طراحی تعیین مقاطع لازم برای اعضای مختلف است.
سازه‌ها از دو دیدگاه از لحاظ بارگذاری قابل بحث هستند:
- بارگذاری دینامیکی
- بارگذاری استاتیکی

همچنین عوامل مؤثر در واکاوی سازه‌ها شرایط تکیه‌گاهی، اتصالات، و قیود آن‌ها می‌باشد.
یکی از روش‌های رایج واکاوی سازه‌های ساختمانی در تئوری سازه واکاوی پرتال می‌باشد که در گذشته و قبل از حضور نرم‌افزارها استفاده‌های زیادی از آن می‌شد.

## مدل‌سازی اطلاعات ساختمان و واکاوی سازه
ابزار مدل‌سازی اطلاعات ساختمان با داشتن خصوصیات دقیق از مصالح و خصوصیات هریک از آن‌ها و ابزارهای واکاوی در موارد گوناگونی از قبیل انرژی واکاوی مقاومت و پایداری و … امروزه مورد استفاده قرار می‌گیرد.

## واکاوی پرتال و نکاتی در مورد آن
امروزه رایج‌ترین روش تقریبی واکاوی قاب‌های ساختمانی برای بارهای جانبی روش واکاوی پرتال می‌باشد.
به دلیل سادگی این روش، بیشتر از هر روش تقریبی دیگر برای تعیین نیروی باد و زلزله در قاب‌های ساختمانی استفاده می‌شود.
این متود برای اولین بار توسط آلبرت اسمیت در مجله انجمن مهندسان جامعه غرب در آوریل ۱۹۱۵ مطرح گردید.
لازم است ذکر شود روش واکاوی پرتال برای ساختمان‌هایی تا ۲۵ طبقه جوابگو می‌باشد.
در این روش برای هر تیر و ستون فرضهای مخصوصی می‌شود.
در روش واکاوی پرتال، قاب‌های ساختمانی به صورت تفکیکی به قاب‌های مستقل از هم تقسیم می‌شوند.

## پانوشته‌ها
1. ↑  Loading
2. ↑  Supports
3. ↑  Joints
4. ↑  Constraints
5. ↑  ستوده بیدختی، امیرحسین، 1393، مقدمه‌ای بر کاربرد مدل‌سازی اطلاعات ساختمان BIM در مدیریت پروژه‌های ساخت، اولین کنفرانس ملی شهرسازی، مدیریت شهری و توسعه پایدار، تهران، مؤسسه ایرانیان، انجمن معماری ایران، https://www.researchgate.net/publication/283462462____________?ev=prf_pub